# Zonă pelagică

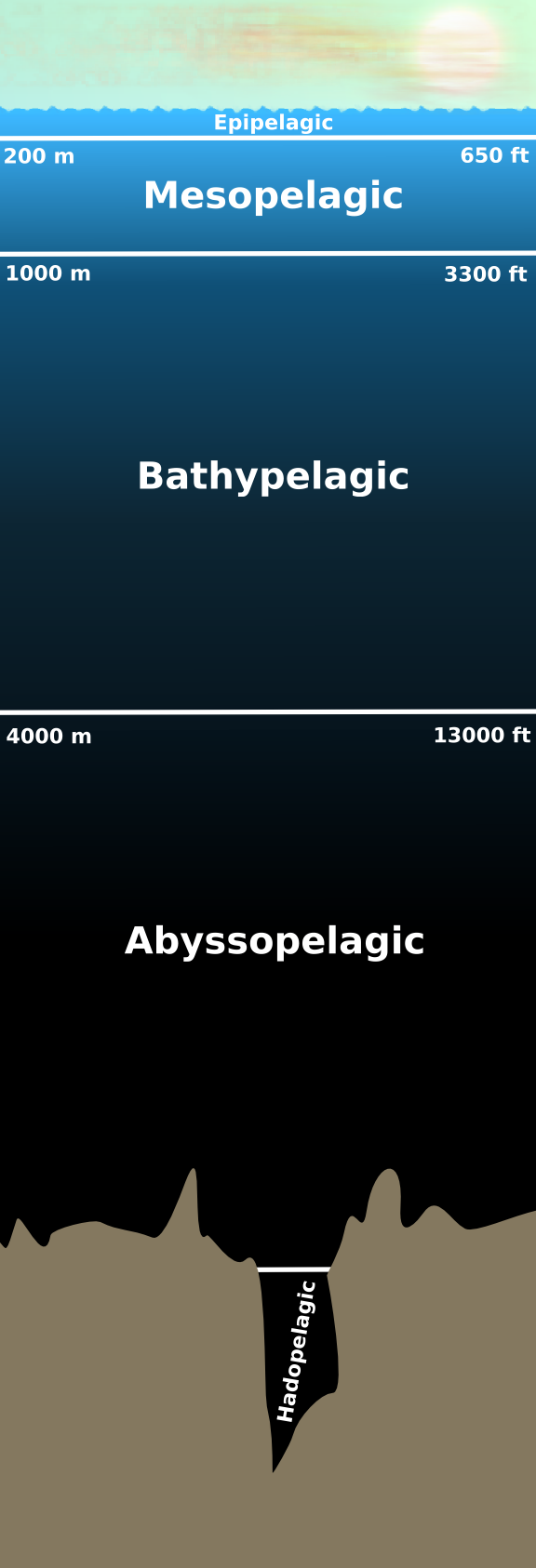
Straturile zonei pelagice

Zona pelagică sau zona abisală este o zonă situată în mări și în oceane, care se întinde de la 2.000 m până la cele mai mari adâncimi. Zona abisală ocupă peste 3/4 din suprafata marilor oceane (Pacific, Atlantic și Indian). În această zonă se depun mâluri fine cu globigerine, argile roșii etc.

## Biologie
Animalele abisale sunt animale care trăiesc în zona abisală (pești, crustacee, cefalopode, echinoderme etc.), adaptat unor condiții speciale : întuneric complet, presiune ridicată etc. Animalele abisale prezintă modificări ale organelor vizuale (care sunt atrofiate sau, dimpotrivă, exagerat de mari) și ale organelor tactile (antene, tentacule, care sunt puternic dezvoltate); au adesea organe luminoase; sunt carnivore sau se hrănesc cu nămol bogat în substanțe organice în descompunere.

## Adâncimea si straturile
În funcție de cât de adâncă este marea,zona pelagică se poate extinde cu pâna la cinci straturi orizontale.De sus în jos,acestea sunt:

### Epipelagică (lumina soarelui)
De la suprafața pâna la aproximativ 200 m.
Aceasta este zona iluminată de la suprafața mării, unde este suficientă lumină pentru fotosinteză.Plantele și animalele sunt concentrate în mare parte în această zonă.Exemple de organisme care trăiesc în această zonă sunt planctonul , algele plutitoare , meduze , ton , rechini și delfini.

### Mesopelagic (amurg)
De la 200 m până la aproximativ 1000 m.
Denumirea acestei zone provine de la cuvântul grecesc (mezon) , adică "mijlocul".În acest al doilea strat,lumina care pătrunde,este insuficientă pentru fotosinteză.Organismele supraviețuiesc cu greu mediului înconjurător.Exemple de animale care trăiesc aici sunt pește-spadă , calmar , anarhichadidae și unele specii de sepie. Multe organisme care trăiesc în această zonă sunt bioluminescente. Unele creaturi care trăiesc în zona mezopelagică se urcă spre zona epipelagică noaptea pentru a se alimenta.

### Bathypelagic (miezul nopții)
De la 1.000 m până la aproximativ 4.000 m.
La această adâncime, oceanul este de culoare neagră, în afară de organismele bioluminescente ocazionale , cum ar fi undițarul,nu există plante vii aici.Alte exemple ale locuitorilor acestei zone sunt calmarul gigant,calamarii si grimpoteuthis.Calmarul gigantic este vânat aici de cașaloți

### Abyssopelagic (miezul nopții inferior)
De la aproximativ 4.000 m până la podeaua oceanului.
Foarte puține creaturi trăiesc în aceste condiții de temperaturi scăzute, presiuni ridicate și întuneric complet care se găsesc la această adâncime. Multe dintre speciile care trăiesc la aceste adâncimi sunt transparente și fără ochi din cauza lipsei totale de lumină din această zonă.

### Hadopelagic
Această zonă este, în cea mai mare parte, necunoscută și sunt cunoscute foarte puține specii care trăiesc aici.

## Ecosistem
Ecosistemul pelagic se bazează pe fitoplanctonul care se află pe prima treaptă a lanțului trofic.Fitoplanctonul își fabrică hrana proprie folosind un proces de fotosinteză.Pentru că au nevoie de lumina soarelui, locuiesc în zona de epipelagie superioară, însorită, care include zona de coastă.Biodiversitatea se diminuează semnificativ în zonele mai profunde sub zona epipelagică, deoarece oxigenul dizolvat se reduce, presiunea apei crește, temperaturile devin mai reci, sursele de hrană devin limitate, lumina scade și în cele din urmă dispare.